# تيريوشيراببالي
تيريوشيراببالي (بالهندية: திருச்சிராப்பள்ளி) (سماع) وتسمى اختصاراً تريشي، مدينة تتبع ولاية تاميل نادو في الهند والمركز الإداري لمنطقة تيروتشيرابالي، تقع في وسط الهند، يقسم المدينة نهر كافيري، حسب إحصاءات السكان لسنة 2011 بلغ عدد سكان المدينة 917 ألف نسمة، يعود تاريخ المدينة للقرن الثالث قبل الميلاد، تضم المدينة العديد من المعابد، لعبت المدينة دورا هاماً في حروب كارناتيك بين عامي 1746-1763، تنشط المدينة في مجال تكنولوجيا المعلومات، وهي مدينة صناعية مهمة بالنسبة للهند، يوجد في المدينة مطار دولي، وتم تصنيفها خلال سنة 2016 كثالث أنظف مدينة في الهند.

## المناخ
يظهر الجدول التالي التغييرات المناخية على مدار السنة لتيريوشيراببالي:
| البيانات المناخية لـتيريوشيراببالي                                       | البيانات المناخية لـتيريوشيراببالي | البيانات المناخية لـتيريوشيراببالي | البيانات المناخية لـتيريوشيراببالي | البيانات المناخية لـتيريوشيراببالي | البيانات المناخية لـتيريوشيراببالي | البيانات المناخية لـتيريوشيراببالي | البيانات المناخية لـتيريوشيراببالي | البيانات المناخية لـتيريوشيراببالي | البيانات المناخية لـتيريوشيراببالي | البيانات المناخية لـتيريوشيراببالي | البيانات المناخية لـتيريوشيراببالي | البيانات المناخية لـتيريوشيراببالي | البيانات المناخية لـتيريوشيراببالي |
| الشهر                                                                    | يناير                              | فبراير                             | مارس                               | أبريل                              | مايو                               | يونيو                              | يوليو                              | أغسطس                              | سبتمبر                             | أكتوبر                             | نوفمبر                             | ديسمبر                             | المعدل السنوي                      |
| ------------------------------------------------------------------------ | ---------------------------------- | ---------------------------------- | ---------------------------------- | ---------------------------------- | ---------------------------------- | ---------------------------------- | ---------------------------------- | ---------------------------------- | ---------------------------------- | ---------------------------------- | ---------------------------------- | ---------------------------------- | ---------------------------------- |
| الدرجة القصوى °م (°ف)                                                    | 35.6 (96.1)                        | 40.0 (104.0)                       | 42.2 (108.0)                       | 42.8 (109.0)                       | 43.3 (109.9)                       | 43.9 (111.0)                       | 41.1 (106.0)                       | 40.6 (105.1)                       | 40.6 (105.1)                       | 38.9 (102.0)                       | 36.7 (98.1)                        | 35.6 (96.1)                        | 43.9 (111.0)                       |
| متوسط درجة الحرارة الكبرى °م (°ف)                                        | 29.4 (84.9)                        | 32.6 (90.7)                        | 35.4 (95.7)                        | 37.5 (99.5)                        | 38.1 (100.6)                       | 38.0 (100.4)                       | 36.4 (97.5)                        | 35.8 (96.4)                        | 34.7 (94.5)                        | 32.5 (90.5)                        | 30.4 (86.7)                        | 29.1 (84.4)                        | 34.2 (93.6)                        |
| متوسط درجة الحرارة الصغرى °م (°ف)                                        | 20.3 (68.5)                        | 21.3 (70.3)                        | 23.2 (73.8)                        | 26.1 (79.0)                        | 26.5 (79.7)                        | 26.8 (80.2)                        | 26.1 (79.0)                        | 25.7 (78.3)                        | 24.8 (76.6)                        | 24.1 (75.4)                        | 22.8 (73.0)                        | 21.2 (70.2)                        | 24.1 (75.4)                        |
| أدنى درجة حرارة °م (°ف)                                                  | 14.4 (57.9)                        | 13.9 (57.0)                        | 15.6 (60.1)                        | 18.3 (64.9)                        | 19.4 (66.9)                        | 18.0 (64.4)                        | 20.1 (68.2)                        | 20.6 (69.1)                        | 20.6 (69.1)                        | 18.9 (66.0)                        | 16.7 (62.1)                        | 14.4 (57.9)                        | 13.9 (57.0)                        |
| الهطول مم (إنش)                                                          | 18.0 (0.71)                        | 6.2 (0.24)                         | 8.9 (0.35)                         | 31.4 (1.24)                        | 61.4 (2.42)                        | 28.7 (1.13)                        | 68.3 (2.69)                        | 70.1 (2.76)                        | 142.4 (5.61)                       | 186.1 (7.33)                       | 150.5 (5.93)                       | 90.2 (3.55)                        | 862.0 (33.94)                      |
| متوسط الأيام الممطرة                                                     | 1.0                                | 0.5                                | 0.6                                | 1.6                                | 3.6                                | 2.1                                | 3.5                                | 4.6                                | 8.5                                | 8.5                                | 8.0                                | 5.4                                | 47.9                               |
| المصدر: India Meteorological Department (record high and low up to 2010) |                                    |                                    |                                    |                                    |                                    |                                    |                                    |                                    |                                    |                                    |                                    |                                    |                                    |

## أعلام
- فرنسيس وايت
- أنوكريثي فاس
- نابوليون
- رادها رافي
- تشاندراسيخارا رامان